# 대도시 (1948년 영화)
"대도시"는 대한민국에서 제작된 이진 감독의 1948년 영화이다. 김웅 등이 주연으로 출연하였고 김웅 등이 제작에 참여하였다.

## 출연

### 주연
- 김웅
- 염석주
- 김미라